# Olympische Sommerspiele 2016/Teilnehmer (Nepal)
| Gelbes Symbol für Goldmedaillen mit stilisierten Olympischen Ringen | Graues Symbol für Silbermedaillen mit stilisierten Olympischen Ringen | Braundes Symbol für Bronzemedaillen mit stilisierten Olympischen Ringen |
| ------------------------------------------------------------------- | --------------------------------------------------------------------- | ----------------------------------------------------------------------- |
| —                                                                   | —                                                                     | —                                                                       |

Nepal nahm an den Olympischen Spielen 2016 in Rio de Janeiro teil. Es war die insgesamt 13. Teilnahme an Olympischen Sommerspielen. Vom Nepal Olympic Committee wurden sieben Athleten in fünf Sportarten nominiert.

## Teilnehmer nach Sportarten

### Bogenschießen
| Athleten           | Wettbewerb | Qualifikation | Qualifikation | 1. Runde  | 1. Runde    | 2. Runde      | 2. Runde      | Achtelfinale  | Achtelfinale  | Viertelfinale | Viertelfinale | Halbfinale    | Halbfinale    | Finale        | Finale        | Rang |
| Athleten           | Wettbewerb | Ringe         | Rang          | Gegner    | Ergebnis    | Gegner        | Ergebnis      | Gegner        | Ergebnis      | Gegner        | Ergebnis      | Gegner        | Ergebnis      | Gegner        | Ergebnis      | Rang |
| ------------------ | ---------- | ------------- | ------------- | --------- | ----------- | ------------- | ------------- | ------------- | ------------- | ------------- | ------------- | ------------- | ------------- | ------------- | ------------- | ---- |
| Männer             |            |               |               |           |             |               |               |               |               |               |               |               |               |               |               |      |
| Jit Bahadur Moktan | Einzel     | 607           | 60            | Atanu Das | 0–6 (76:87) | ausgeschieden | ausgeschieden | ausgeschieden | ausgeschieden | ausgeschieden | ausgeschieden | ausgeschieden | ausgeschieden | ausgeschieden | ausgeschieden | 33   |

### Judo
| Athleten           | Wettbewerb | 1. Runde    | 1. Runde    | 2. Runde      | 2. Runde      | Viertelfinale | Viertelfinale | Halbfinale / Trostrunde | Halbfinale / Trostrunde | Finale / Platz 3 | Finale / Platz 3 | Rang          |
| Athleten           | Wettbewerb | Gegner      | Ergebnis    | Gegner        | Ergebnis      | Gegner        | Ergebnis      | Gegner                  | Ergebnis                | Gegner           | Ergebnis         | Rang          |
| ------------------ | ---------- | ----------- | ----------- | ------------- | ------------- | ------------- | ------------- | ----------------------- | ----------------------- | ---------------- | ---------------- | ------------- |
| Frauen             |            |             |             |               |               |               |               |                         |                         |                  |                  |               |
| Phupu Lhamu Khatri | bis 63 kg  | M. Espinosa | 000s3:011s0 | ausgeschieden | ausgeschieden | ausgeschieden | ausgeschieden | ausgeschieden           | ausgeschieden           | ausgeschieden    | ausgeschieden    | ausgeschieden |

### Leichtathletik
Laufen und Gehen 
| Athleten            | Wettbewerb | Runde 1      | Runde 1 | Halbfinale    | Halbfinale    | Finale        | Finale        | Rang |
| Athleten            | Wettbewerb | Zeit         | Rang    | Zeit          | Rang          | Zeit          | Rang          | Rang |
| ------------------- | ---------- | ------------ | ------- | ------------- | ------------- | ------------- | ------------- | ---- |
| Frauen              |            |              |         |               |               |               |               |      |
| Saraswati Bhattarai | 1500 m     | 4:33,94 min  | 37      | ausgeschieden | ausgeschieden | ausgeschieden | ausgeschieden | 37   |
| Männer              |            |              |         |               |               |               |               |      |
| Hari Rimal          | 5000 m     | 14:54,42 min | 46      | –             | –             | ausgeschieden | ausgeschieden | 46   |

### Schwimmen
| Athleten       | Wettbewerb     | Vorlauf     | Vorlauf | Halbfinale    | Halbfinale    | Finale        | Finale        | Rang |
| Athleten       | Wettbewerb     | Zeit        | Rang    | Zeit          | Rang          | Zeit          | Rang          | Rang |
| -------------- | -------------- | ----------- | ------- | ------------- | ------------- | ------------- | ------------- | ---- |
| Frauen         |                |             |         |               |               |               |               |      |
| Gaurika Singh  | 100 m Rücken   | 1:08,45 min | 31      | ausgeschieden | ausgeschieden | ausgeschieden | ausgeschieden | 31   |
| Männer         |                |             |         |               |               |               |               |      |
| Shirish Gurung | 100 m Freistil | 57,76 s     | 58      | ausgeschieden | ausgeschieden | ausgeschieden | ausgeschieden | 58   |

### Taekwondo
| Athleten    | Wettbewerb        | Achtelfinale | Achtelfinale | Viertelfinale | Viertelfinale | Hoffnungsrunde Halbfinale | Hoffnungsrunde Halbfinale | Halbfinale | Halbfinale | Hoffnungsrunde Finale | Hoffnungsrunde Finale | Finale | Finale   | Rang |
| Athleten    | Wettbewerb        | Gegner       | Ergebnis     | Gegner        | Ergebnis      | Gegner                    | Ergebnis                  | Gegner     | Ergebnis   | Gegner                | Ergebnis              | Gegner | Ergebnis | Rang |
| ----------- | ----------------- | ------------ | ------------ | ------------- | ------------- | ------------------------- | ------------------------- | ---------- | ---------- | --------------------- | --------------------- | ------ | -------- | ---- |
| Frauen      |                   |              |              |               |               |                           |                           |            |            |                       |                       |        |          |      |
| Nisha Rawal | Klasse über 67 kg | Zheng Shuyin | 0:2          | –             | –             | Gwladys Épangue           | 3:4                       | –          | –          | ausgeschieden         | ausgeschieden         | –      | –        | 7    |